# Caffè Gambrinus
 (juillet 2020).
Si vous disposez d'ouvrages ou d'articles de référence ou si vous connaissez des sites web de qualité traitant du thème abordé ici, merci de compléter l'article en donnant les références utiles à sa vérifiabilité et en les liant à la section « Notes et références ».
Le Caffè Gambrinus est un café situé sur la célèbre Piazza del Plebiscito de Naples et au numéro 1 de la via Chiaia. Son nom est inspiré de Joannus Primus, roi des Flandres, légendaire inventeur de la bière.

## Historique
Le Caffè Gambrinus est fondé en 1860 par l'entrepreneur Vincenzo Apuzzo qui sait s'entourer des meilleurs brigades de pâtissiers et glaciers de l'époque. Dès lors, le Gambrinus obtient immédiatement un énorme succès ainsi que la bienveillance de la famille royale et la reconnaissance par décret de « Fournisseur de la Maison royale ».
Après Apuzzo, la gestion passa à Mario Vacca, qui confia la décoration de l'intérieur de l'établissement aux meilleurs peintres de l'école napolitaine parmi lesquels Vincenzo Caprile, Giuseppe Casciaro, Vincenzo Irolli, Edoardo Matania, Vincenzo Migliaro, Luca Postiglione, Attilio Pratella, Giuseppe De Sanctis, Pietro Scoppetta et Vincenzo Volpe. Décoré de fresques et de frises dans un style floral qui annonce l'Art nouveau, il conserve de nombreux stucs dorés, de larges miroirs, statues et œuvres picturales.
Au fil des ans, ses salons dorés accueillirent de nombreuses personnalités de tous pays, devenues ensuite de fidèles clients tels: Gabriele D'Annunzio – qui sur une table du café écrivit la poésie La Vucchella mise ensuite en musique par F. P. Tosti –, Benedetto Croce, Matilde Serao, Eduardo Scarpetta, Totò, Eduardo De Filippo, Ernest Hemingway, Oscar Wilde, Jean-Paul Sartre qui ont tous contribué, par une poésie, une dédicace ou une photo à immortaliser le lieu.
Durant la période mussolinienne, suspecté d'être un lieu de rencontre antifasciste, le Gambrinus fut fermé par la préfecture. Ensuite, un long litige de plusieurs décennies l'opposa aussi à la Banco di Napoli (it). Aujourd'hui, le Gambrinus a retrouvé son ancienne splendeur, c'est un des lieux les plus fréquentés de Naples aussi bien par des artistes et intellectuels que par des touristes. Les présidents de la République Francesco Cossiga, Oscar Luigi Scalfaro, Carlo Azeglio Ciampi et Giorgio Napolitano ainsi que les présidents du Conseil Romano Prodi et Silvio Berlusconi s'y sont plusieurs fois arrêtés pour déguster un café accompagné de sfogliatelle, lors de leurs séjours en ville.

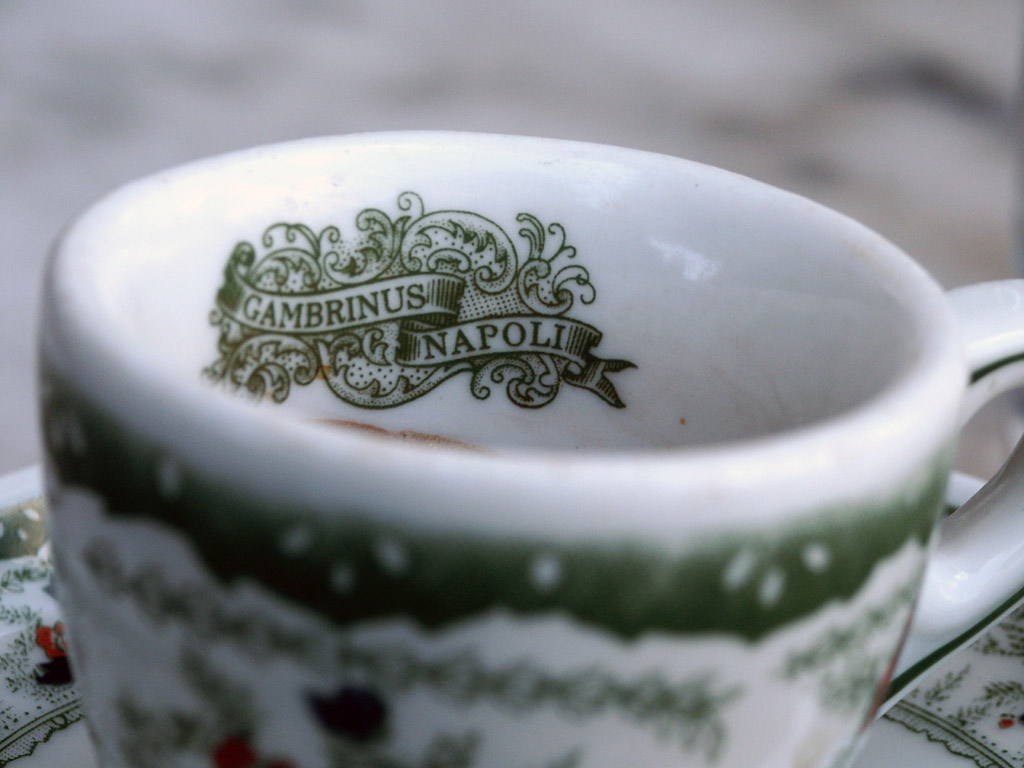
Tasse d'un expresso
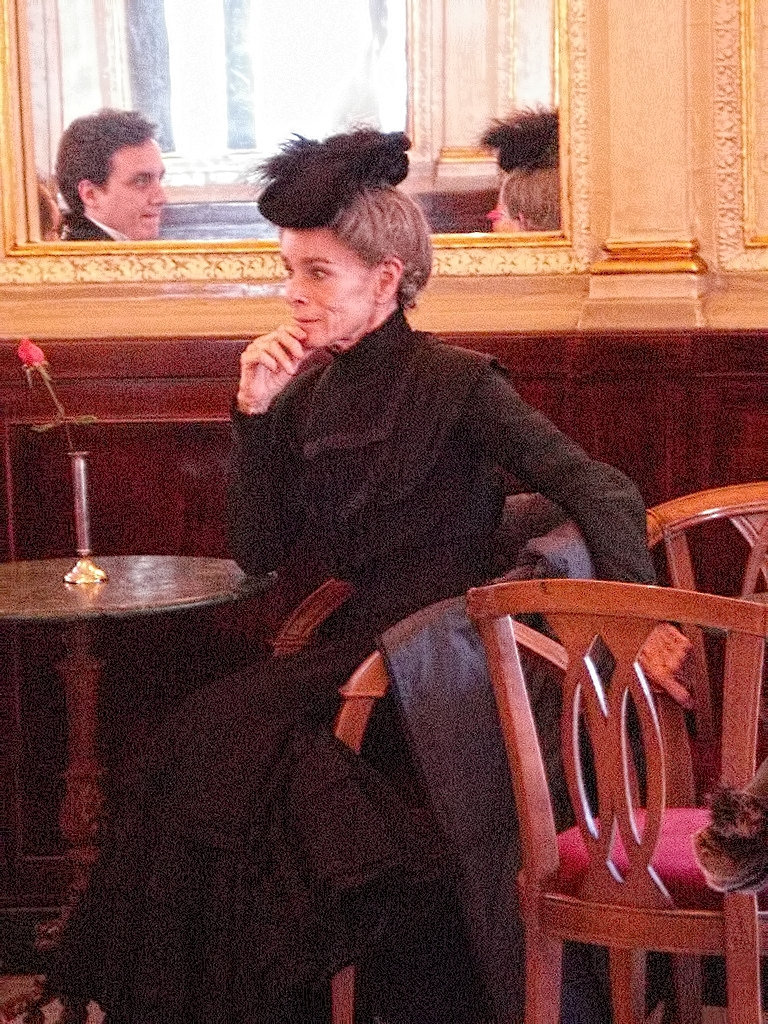
Geraldine Chaplin pendant le tournage d'un film au caffè Gambrinus.